# روبيرتو كورتيز
روبيرتو غونزاليز كورتيز (بالإسبانية: Roberto Cortés)‏ (2 فبراير 1905 – 30 أغسطس 1975) لاعب كرة قدم تشيلي راحل كان يجيد اللعب في مركز حارس مرمى .
لعب طوال مسيرته الرياضية في ناديين وهما سانتياغو وكولوكولو . شارك مع منتخب تشيلي في بطولة كأس العالم 1930 في الأوروغواي .

## وصلات خارجية
- روبيرتو كورتيز على موقع الاتحاد الدولي (مؤرشف)  (الإنجليزية)
- روبيرتو كورتيز على موقع قاعدة بيانات كرة القدم.إي يو (الإنجليزية)
- روبيرتو كورتيز على موقع عالم كرة القدم.نت (الإنجليزية)
- روبيرتو كورتيز على موقع أوليمبيديا (الإنجليزية)

- هذا السيرة الذاتية